# James A. Gallagher
James A. Gallagher (* 16. Januar 1869 in Philadelphia, Pennsylvania; † 8. Dezember 1957 ebenda) war ein US-amerikanischer Politiker. Zwischen 1943 und 1949 vertrat er zwei Mal  den Bundesstaat Pennsylvania im US-Repräsentantenhaus.

## Werdegang
James Gallagher besuchte die öffentlichen Schulen seiner Heimat und danach in den Jahren 1891 bis 1893 das Pierce Business College. Danach arbeitete er im Handel, im Transportwesen und im Bankgewerbe. Politisch wurde er Mitglied der Republikanischen Partei.
Bei den Kongresswahlen des Jahres 1942 wurde Gallagher im ersten Wahlbezirk von Pennsylvania in das US-Repräsentantenhaus in Washington, D.C. gewählt, wo er am 3. Januar 1943 die Nachfolge des Demokraten Leon Sacks antrat.  Da er im Jahr 1944 nicht bestätigt wurde, konnte er bis zum 3. Januar 1945 zunächst nur eine Legislaturperiode im Kongress absolvieren. Diese war von den Ereignissen des Zweiten Weltkrieges geprägt. Im Jahr 1946 wurde er erneut im ersten Distrikt seines Staates in den Kongress gewählt. Dort löste er am 3. Januar 1947 William A. Barrett wieder ab, der zwei Jahre zuvor sein Nachfolger geworden war. Bis zum 3. Januar 1949 absolvierte er eine weitere Legislaturperiode im Repräsentantenhaus, die von den Nachkriegsereignissen bestimmt war.
Im Jahr 1948 wurde James Gallagher von seiner Partei nicht mehr zur Wiederwahl nominiert. Nach dem Ende seiner Zeit im US-Repräsentantenhaus nahm er seine früheren Tätigkeiten wieder auf. Er starb am 8. Dezember 1957 in Philadelphia.